# Marius Royet
Marius Royet (Limours, 10 gennaio 1881 – Lachalade, 9 gennaio 1915) è stato un calciatore francese, di ruolo attaccante.

## Carriera

### Nazionale
Ha collezionato 9 presenze con la propria Nazionale.